# Hoffmannscher Ringofen Parey

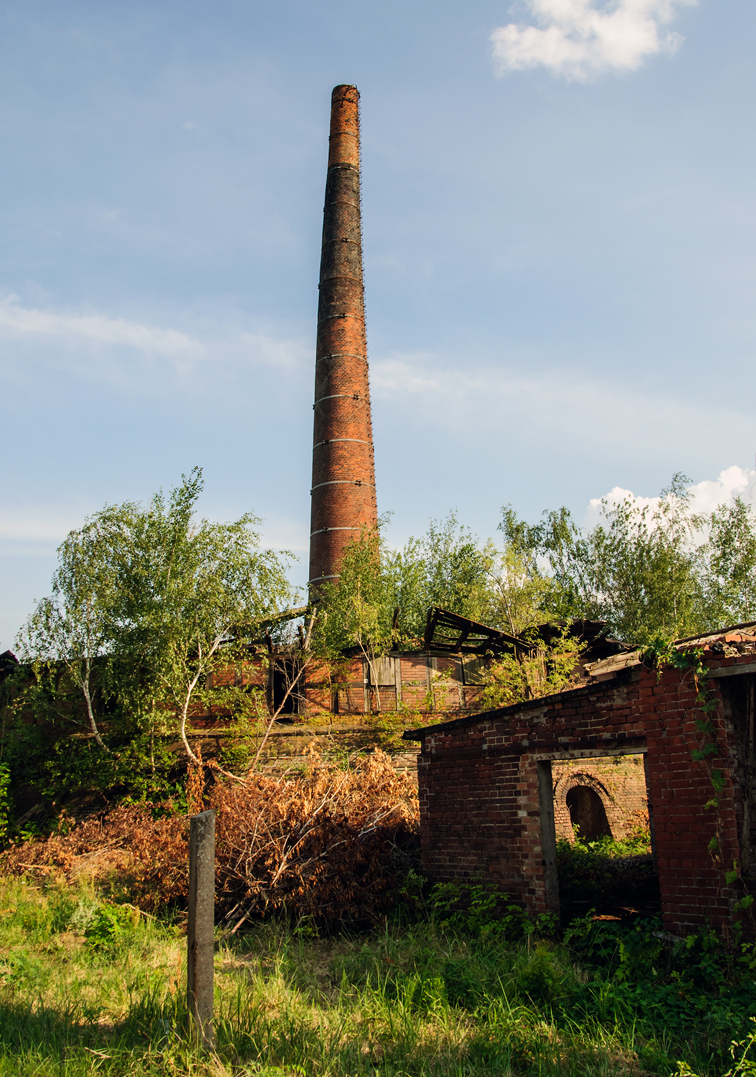
Der in Ruinen liegende Hoffmannsche Ringofen in Parey

Der Hoffmannsche Ringofen Parey ist ein 1888, nach dem Originalpatent von Hoffmann und Licht, erbauter Hoffmannscher Ringofen mit 20 Brennkammern in Parey, Landkreis Jerichower Land, in Sachsen-Anhalt. Er ist der einzige noch erhaltene Ofen dieser Art in Sachsen-Anhalt und steht seit der Stilllegung 1978 unter Denkmalschutz.

## Geschichte

### Ziegelei August Seeger
Der erste Vorläufer der Ziegelei wurde 1865 durch Friedrich Seeger gegründet. „Der Ackermann Friedrich Seeger in Parey beabsichtigt auf seinem in der dortigen Feldmark, 280 Ruthen südlich vom Dorfe, gelegenen Grundstücke eine Ziegelei anzulegen“. Diese Mitteilung veröffentlichte der Kreissekretär Riecke im Auftrag des königlich preußischen Landrats des Landkreises Jerichow II Heinrich von Brauchitsch am 1. Mai 1865 im Jerichower Kreisblatt Nr. 18. Zunächst erbaute Seeger eine Ziegelei mit einem Einkammerofen unmittelbar links der Chaussee nach Güsen.
Mit dem Ausbau der Ihle zum Ihlekanal von 1865 bis 1871 entstand ein neuer Transportweg, der die Anfuhr von Brennmaterial und den Abtransport von fertigen Ziegelsteinen mit Kähnen begünstigte. Mehrere neue Ziegeleien entstanden in den folgenden Jahren an dieser Kanalstrecke, die den Plauer Kanal ergänzte und ab 1938 mit diesem durch den Pareyer Durchstich zum Elbe-Havel-Kanal verbunden wurde.
Am 9. November 1887 teilte der königlich preußische Landrat Ludwig Graf von Wartensleben dem Kreisausschuss mit, dass der Ziegeleibesitzer August Seeger eine neue Ziegelei erbauen will. Die neue Anlage sollte direkt am Ihlekanal entstehen. Die Konzession für den Bau „auf seinem Land bei No.97 im Grundbuch von Parey“ konnte am 4. April 1888 durch den Kreisausschuss Jerichow II mit geringen Auflagen erteilt werden. August Seeger erhielt am 18. April 1888 die Konzession ausgehändigt.
Im Oktober 1891 bestand die Ziegelei aus dem Hoffmannscher Ringofen, einem Meisterhaus, vier Ziegelscheunen unterschiedlicher Größe, vier Trockenschuppen unterschiedlicher Größe und zwei Tonschneidern.

### Kreisziegelei
Im Jahr 1920 wurde die Ziegelei vom Kreis käuflich erworben und im Juni 1921 in Betrieb genommen. Auf diesen Kauf geht auch die Bezeichnung „Kreisziegelei“ zurück.

### Ziegelei Puls Parey
Seit dem Jahr 1937 betrieb Otto Puls die Ziegelei. Diese gehörte 1950 zu den Betrieben der vertragsgebundenen Privatindustrie und beschäftigte etwa 25 Mitarbeiter.
Als Otto Puls mit seiner Familie die DDR verlässt, wird die „Ziegelei Puls Parey,“ ab 1953 aufgrund der Verordnung zur Sicherung von Vermögenswerten zum Volkseigentum.

### VEB Ziegelwerke Genthin
Die Übernahme des Betriebes erfolgte durch die örtliche Industrie des Kreises. Als Rechtsträger des neuen Volkseigenen Betriebes war zunächst der Rat der Gemeinde Parey vorgesehen. Ab 1954 firmierte die Ziegelei unter „VEB Ziegelei Parey/Elbe“ und war von da an der Kreisverwaltung unterstellt worden.
Der Betrieb produzierte 1957 etwa 1.625.000 Klinker, 702.000 Hinter-Mauerungs-Ziegel und 156.000 Schmelzklinker. Zu diesem Zeitpunkt waren hier 34 Produktionsarbeiter beschäftigt. 1964 war die Firmenbezeichnung „VEB Ziegelwerke Genthin, Werk Parey“. Die Ziegelei war nun dem Bezirk zugeordnet. Im Jahr 1978 wurde die Ziegelei stillgelegt. Seitdem stehen der Hoffmannsche Ringofen sowie das Maschinenhaus aufgrund ihrer überregionalen Bedeutung unter Denkmalschutz.
Seit der Stilllegung verfällt das technische Denkmal zunehmend.

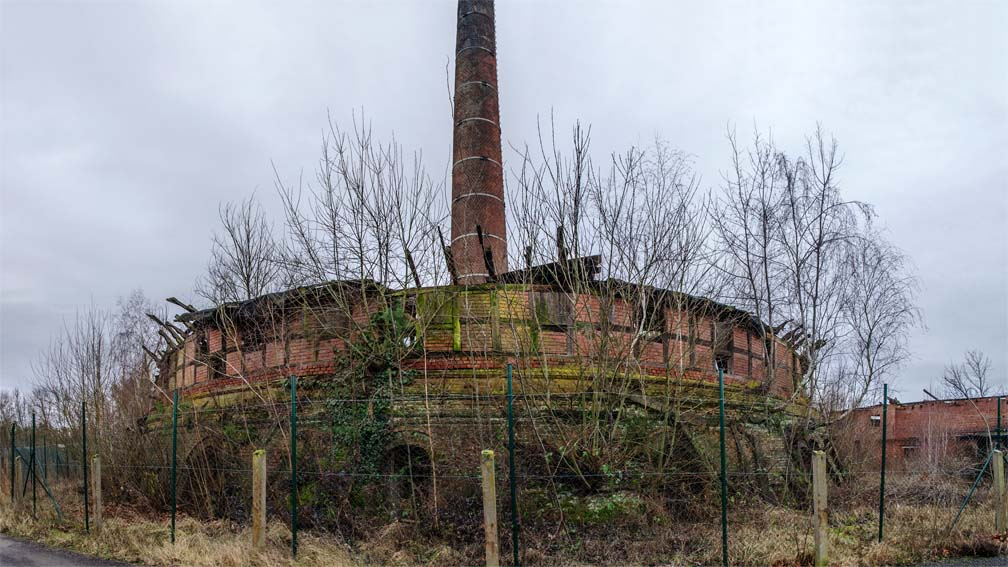
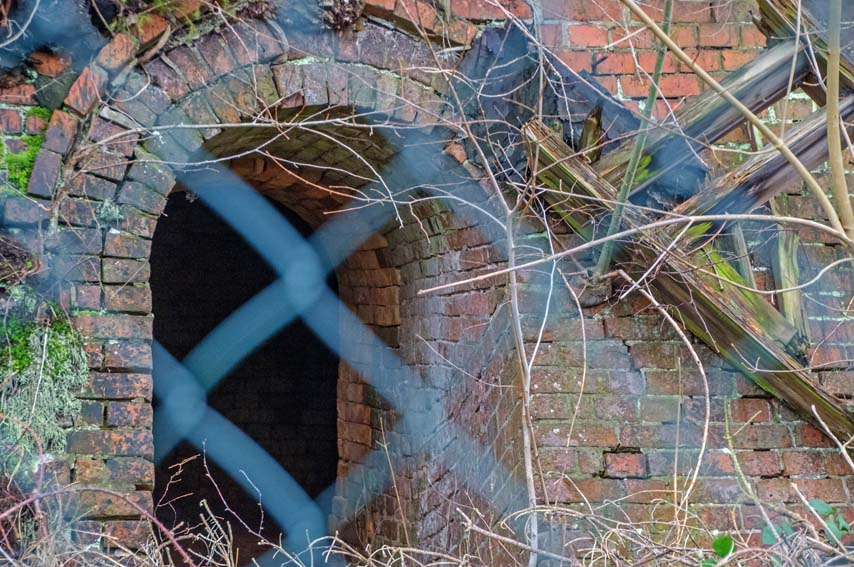
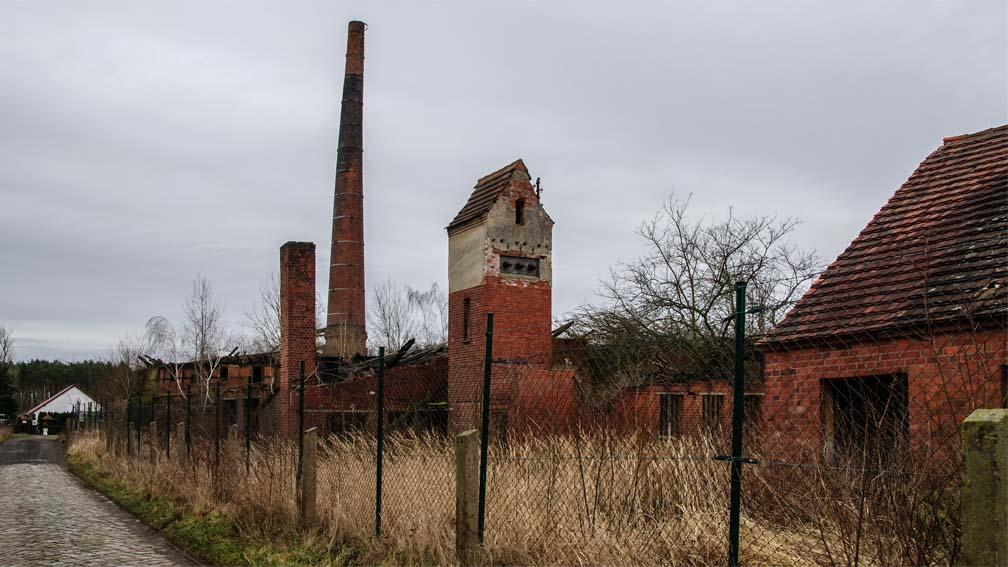
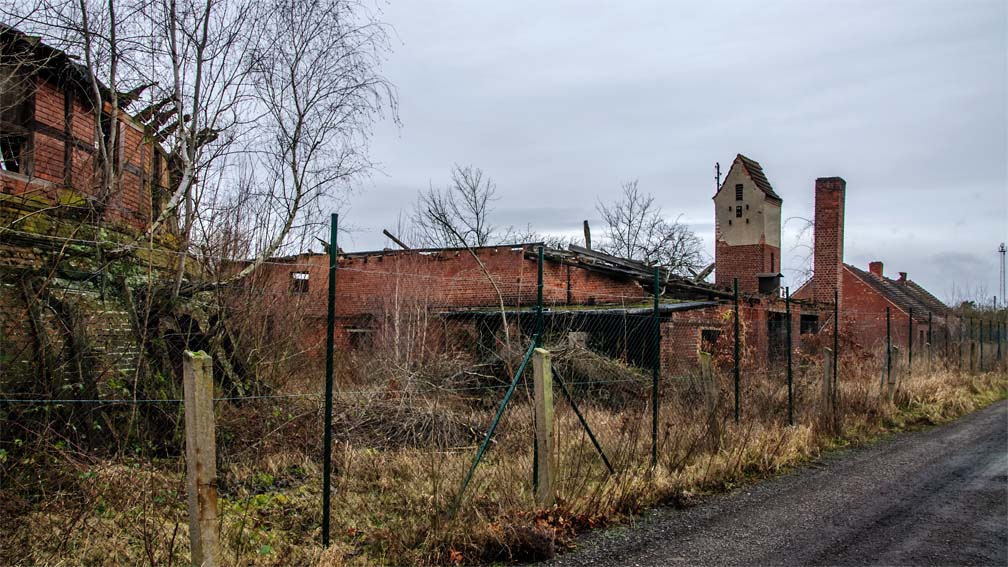